# 纳瓦朗克斯
纳瓦朗克斯（法語：Navarrenx，法語發音：[navaʁɛ̃ks]），法国西南部市镇，位于新阿基坦大区大西洋比利牛斯省，隶属于奥洛龙-圣玛丽区，其市镇面积为6.21平方公里，2022年1月1日时人口数量为1,046人，在法国城市中排名第9,526位。
纳瓦朗克斯位于大西洋比利牛斯省中部，奥洛龙河畔，历史上长期为贝阿恩和纳瓦拉之间的一座边境城市，圣雅各之路的一条分支由此通过，法国大革命期间曾为下比利牛斯省的省会，现代为一个区域性的公路枢纽，自2014年起被列选为“法国最美丽的村庄”之一。

## 地名来源
“Navarrenx”一名出自拉丁语“Sponda Navarrensi”，意为“纳瓦拉的边缘”，其中纳瓦拉历史上为比利牛斯山西段的一个王国，现为一个主体在西班牙境内的自治区。
纳瓦朗克斯历史上曾通行奥克语贝阿恩方言，“Navarrenx”对应的奥克语拼写为“Nabarréncs”。
此外，因翻译标准不同，“Navarrenx”在中文谷歌地图等汉语资料中被翻译为纳瓦朗。

## 历史

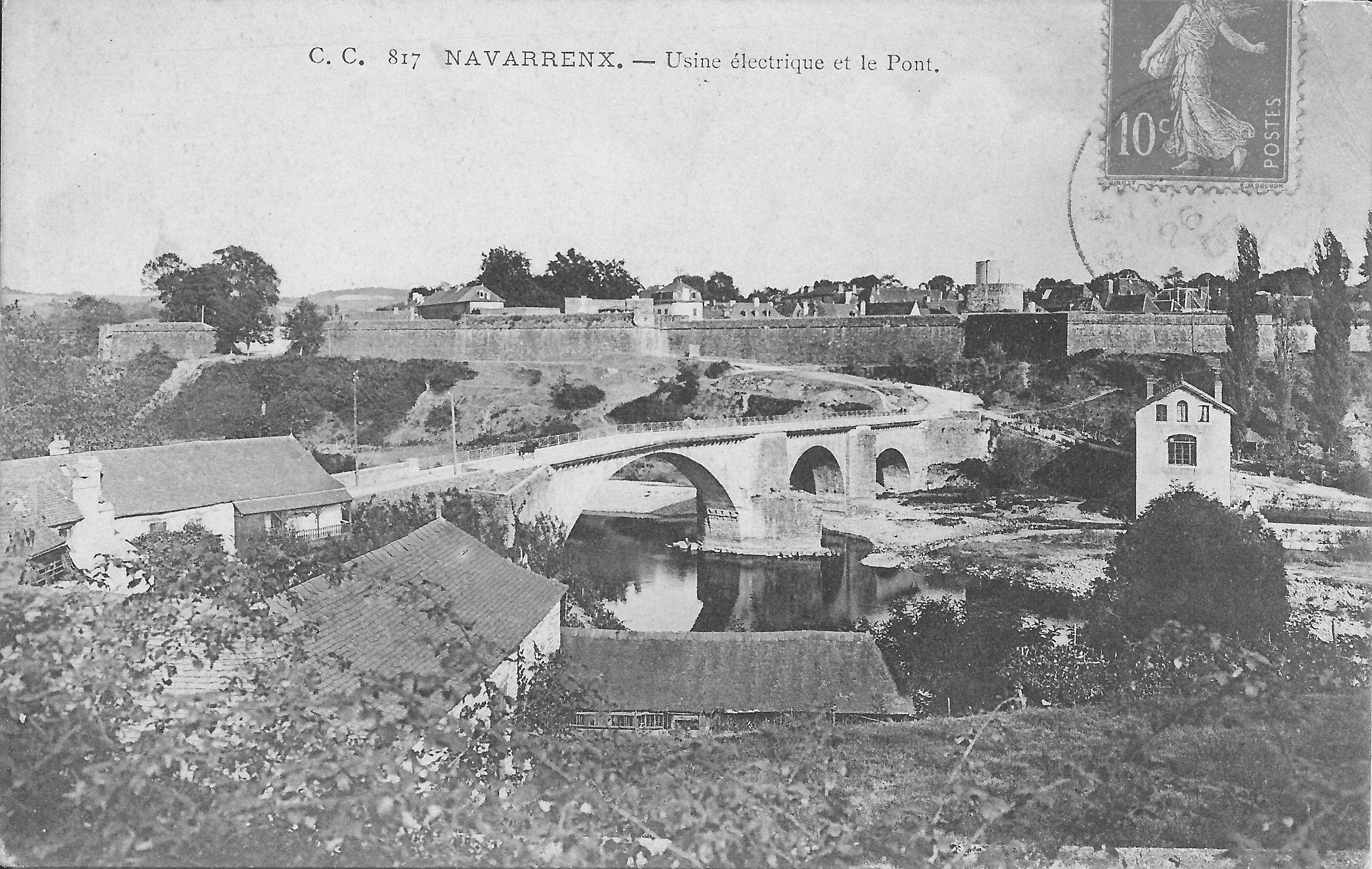
20世纪初的纳瓦朗克斯

纳瓦朗克斯是贝阿恩地区历史最悠久的城市之一，根据当地官方网站的论述，纳瓦朗克斯在公元一世纪时就已被记载。中世纪初，纳瓦朗克斯长期为贝阿恩和纳瓦拉交界处的一处普通农业村落，与其相关的记载尚有待明确。公元1188年，贝阿恩子爵加斯东六世在一份宪章中提及希望在纳瓦朗克斯修建一座横跨奥洛龙河的桥梁，并在其附近兴建集市、教堂、神学院等设施。这座桥梁于1289年建成，此后圣雅各之路的一条分支由此通过。1316年，纳瓦朗克斯被规划为“防御城市”，当地兴建了中心广场和棋盘状街道。全长1,657米的城墙于1547年建成。宗教战争期间，奥洛龙河大桥被破坏，新教教徒将领蒙戈姆里的加布里埃尔一世于1569年对纳瓦朗克斯发动了长达四个月的围城战，最终攻破城墙，俘虏了领主阿罗斯的贝尔纳。奥洛龙河桥于1583年复建。1680年，纳瓦朗克斯火药工厂建成。法国大革命后，纳瓦朗克斯成为下比利牛斯省（1969年更名为“大西洋比利牛斯省”）的一个市镇，并在1790年3月至10月间被共和派选择为该省省会。1828年，贝雷朗克斯整体并入纳瓦朗克斯的市镇管辖范围内。1901至1931年间，纳瓦朗克斯曾为波城-奥洛龙-莫莱翁铁路网的一个站点。2014年，纳瓦朗克斯被法国文化部列入“法国最美丽的村庄”名录。

## 地理

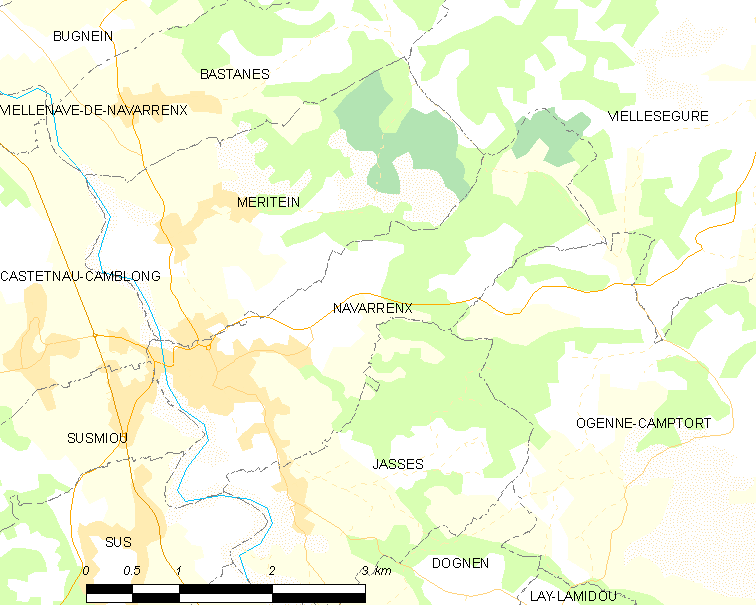
纳瓦朗克斯市镇范围地图

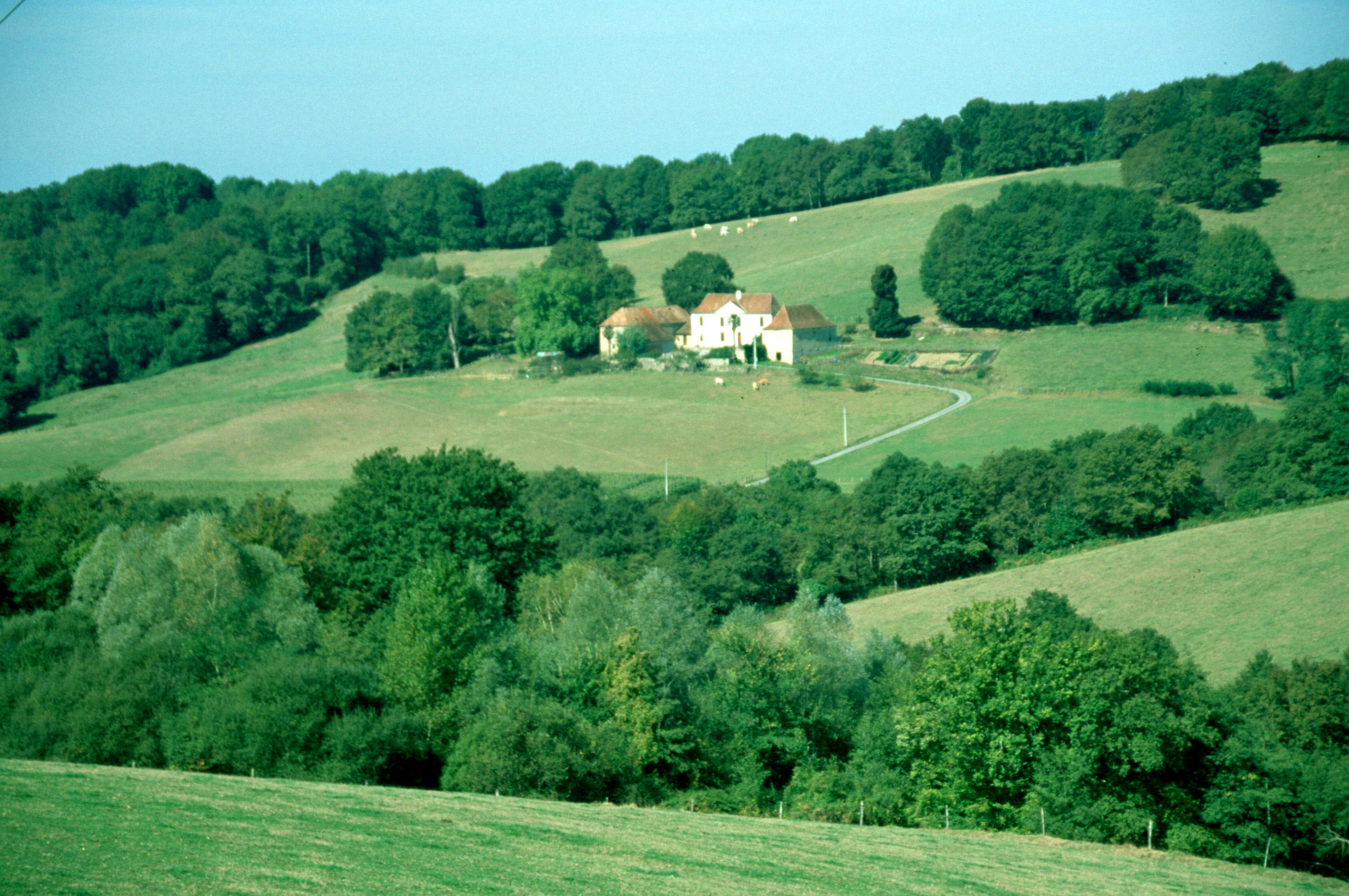
纳瓦朗克斯附近的自然风光

纳瓦朗克斯位于法国西南部，新阿基坦大区西南部和大西洋比利牛斯省中部偏北，距离省会波城大约41公里。与纳瓦朗克斯接壤的市镇包括：卡斯泰特诺-康布隆、梅里坦、维耶勒塞居尔、叙斯米乌、叙斯、奥热讷-康普托尔和雅斯。

### 地形
纳瓦朗克斯位于比利牛斯山西北部的一处丘陵地带，境内以浅丘和丘陵为主，市镇中心位于一处河流右岸的台地上，总体地势自西向东有所抬升，全境海拔在118到269米之间。

### 水文
纳瓦朗克斯位于阿杜尔河流域范围内，奥洛龙河自西南向北流经境内西部，其右岸支流拉于斯河在纳瓦朗克斯镇中心与之交汇；另有萨莱伊斯河流经市镇范围东部。

### 植被
纳瓦朗克斯属于温带阔叶混交林区，市镇范围东北部为纳瓦朗克斯树林（Bois de Navarrenx），市区内的林地则多分布于河流附近。
在鲜花城市的评比中，纳瓦朗克斯被评为1星级鲜花城市。

### 气候
纳瓦朗克斯在柯本气候分类法中属于温带海洋性气候，受地形因素影响，当地降水相对偏多，且常出现焚风现象，气温高于同纬度平原地区。
距离纳瓦朗克斯最近的常年气象站位于莫南境内，以下为该气象站的数据（其中日照数据取自于藏）：
| 莫南 1981年－2019年 | 莫南 1981年－2019年 | 莫南 1981年－2019年 | 莫南 1981年－2019年 | 莫南 1981年－2019年 | 莫南 1981年－2019年 | 莫南 1981年－2019年 | 莫南 1981年－2019年 | 莫南 1981年－2019年 | 莫南 1981年－2019年 | 莫南 1981年－2019年 | 莫南 1981年－2019年 | 莫南 1981年－2019年 | 莫南 1981年－2019年 |
| 月份                | 1月                 | 2月                 | 3月                 | 4月                 | 5月                 | 6月                 | 7月                 | 8月                 | 9月                 | 10月                | 11月                | 12月                | 全年                |
| ------------------- | ------------------- | ------------------- | ------------------- | ------------------- | ------------------- | ------------------- | ------------------- | ------------------- | ------------------- | ------------------- | ------------------- | ------------------- | ------------------- |
| 历史最高温 °C（°F） | 24 (75)             | 27.5 (81.5)         | 28.5 (83.3)         | 32.7 (90.9)         | 35 (95)             | 40 (104)            | 40.2 (104.4)        | 41 (106)            | 36 (97)             | 33.5 (92.3)         | 27 (81)             | 26 (79)             | 41 (106)            |
| 平均高温 °C（°F）   | 10.8 (51.4)         | 12 (54)             | 15.2 (59.4)         | 17 (63)             | 20.9 (69.6)         | 24.1 (75.4)         | 26.3 (79.3)         | 26.3 (79.3)         | 24 (75)             | 19.8 (67.6)         | 14.3 (57.7)         | 11.6 (52.9)         | 18.5 (65.3)         |
| 日均气温 °C（°F）   | 7.1 (44.8)          | 7.9 (46.2)          | 10.4 (50.7)         | 12.1 (53.8)         | 15.7 (60.3)         | 18.8 (65.8)         | 21 (70)             | 21.1 (70.0)         | 18.7 (65.7)         | 15.2 (59.4)         | 10.3 (50.5)         | 7.9 (46.2)          | 13.9 (57.0)         |
| 平均低温 °C（°F）   | 3.3 (37.9)          | 3.7 (38.7)          | 5.7 (42.3)          | 7.1 (44.8)          | 10.5 (50.9)         | 13.6 (56.5)         | 15.7 (60.3)         | 15.8 (60.4)         | 13.3 (55.9)         | 10.5 (50.9)         | 6.3 (43.3)          | 4.1 (39.4)          | 9.1 (48.4)          |
| 历史最低温 °C（°F） | −13.5 (7.7)         | −9.6 (14.7)         | −9.5 (14.9)         | −2 (28)             | 1.1 (34.0)          | 5.8 (42.4)          | 7 (45)              | 7 (45)              | 4.5 (40.1)          | −1.7 (28.9)         | −7 (19)             | −9 (16)             | −13.5 (7.7)         |
| 平均降水量 mm（）   | 109 (4.3)           | 94.1 (3.70)         | 97.9 (3.85)         | 128.3 (5.05)        | 106.7 (4.20)        | 83.4 (3.28)         | 66 (2.6)            | 70.5 (2.78)         | 85.1 (3.35)         | 107 (4.2)           | 126.6 (4.98)        | 108.7 (4.28)        | 1,183.3 (46.59)     |
| 月均日照時數        | 104.8               | 121.1               | 164.6               | 165.6               | 185.8               | 195.7               | 207.8               | 203.7               | 183.8               | 143.9               | 104.6               | 95.9                | 1,877.2             |
| 来源：infoclimat.fr |                     |                     |                     |                     |                     |                     |                     |                     |                     |                     |                     |                     |                     |

## 行政区划
纳瓦朗克斯的市镇编号为64416，邮政编号为64190。
在行政管理方面，纳瓦朗克斯隶属于法国新阿基坦大区大西洋比利牛斯省奥洛龙-圣玛丽区；在地方选举方面，纳瓦朗克斯隶属于贝阿恩之心县，其市镇范围全境被划入大西洋比利牛斯省第四选区；在社会管理方面，纳瓦朗克斯是河流贝阿恩市镇公共社区的组成部分。
截至2023年1月，纳瓦朗克斯市镇范围内暂无城市敏感街区及城市政策优先街区。
法国国家统计与经济研究所（简称）在进行数据统计时，将纳瓦朗克斯及相邻的另外五个市镇设为纳瓦朗克斯城市核心区（Unité urbaine de Navarrenx），但未将核心区划入任何城市区（Aire urbaine）及城市辐射区（Aire d'attraction）内。此外，还将纳瓦朗克斯市镇整体看作一个“块区”（IRIS），以便于统计人口分布情况。

## 交通

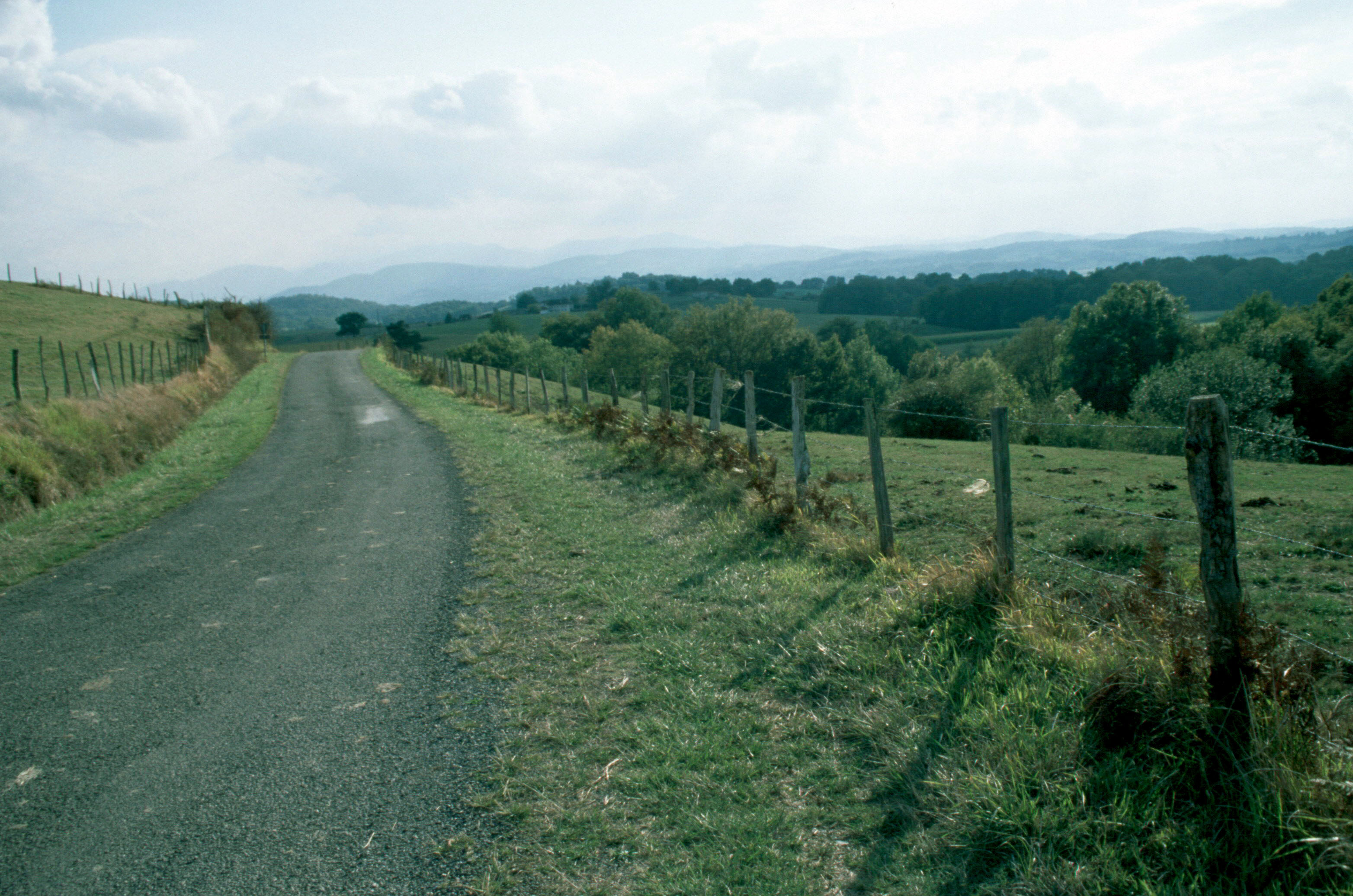
纳瓦朗克斯附近的一条道路

### 公路
大西洋比利牛斯省省道D2线、D67线和D947线在纳瓦朗克斯境内交汇。截至2023年1月，纳瓦朗克斯暂无常规城际巴士线路，当地校车巴士可前往穆朗克斯。
| 8 | 21 |

| 9 | 24 |

| 波城 | 41 |

| 奥洛龙-圣玛丽 | 23 |

| 巴约讷 | 84 |

| 索沃泰尔 | 20 |

| 奥尔泰兹 | 22 |

| 圣让皮耶德波尔 | 53 |

2019年，69%的纳瓦朗克斯家庭拥有至少一辆私人汽车。2019年，纳瓦朗克斯境内共发生各类交通事故1起，造成1人遇难。

### 铁路
距离纳瓦朗克斯最近的运营中的客运铁路车站为22公里外的阿尔蒂克斯站，该站停靠往返于波城和巴约讷一线的区域列车。

### 航空
距离纳瓦朗克斯最近的民用航空站为波城机场，距离纳瓦朗克斯市中心的公路里程约40公里。

### 城市公共交通
截至2023年1月，纳瓦朗克斯暂无城市公共交通系统。

## 政治

### 市政内阁

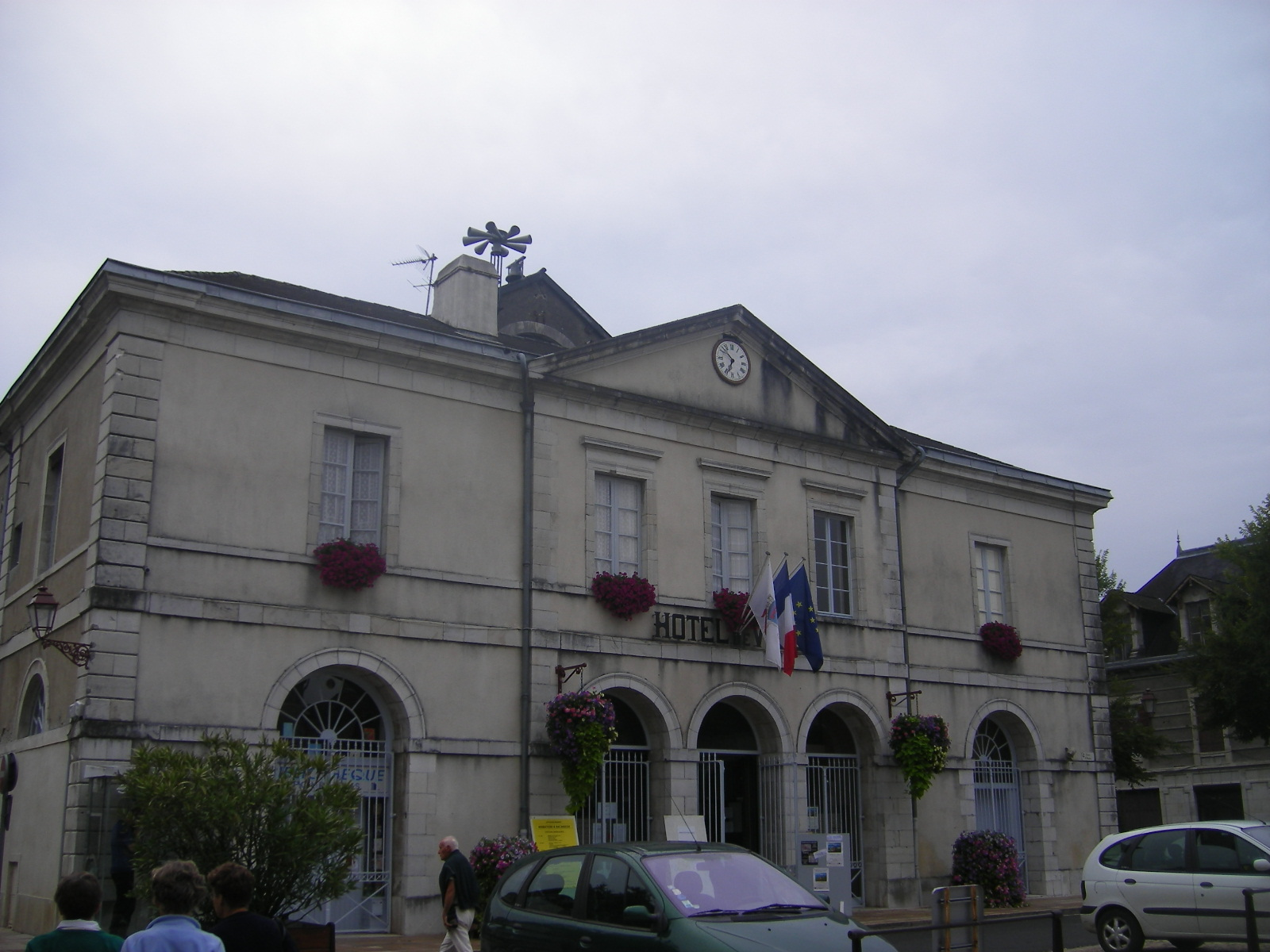
纳瓦朗克斯市政厅

纳瓦朗克斯的现任市长为纳迪娜·巴尔特女士（Nadine BARTHE），她是一名左翼无党派人士，在2020年的市政选举中获得了100.00%的支持率（无其他候选人）。
| 纳瓦朗克斯历届市长     | 纳瓦朗克斯历届市长          | 纳瓦朗克斯历届市长 |
| 任期                   | 市长                        | 党派               |
| ---------------------- | --------------------------- | ------------------ |
| （1995年以前资料暂缺） |                             |                    |
| 1995年－2001年         | Joseph SARRAT 约瑟夫·萨拉   | UDF法国民主联盟    |
| 2001年－2020年         | Jean BAUCOU 让·博库         | DVD右翼无党派人士  |
| 2020年－               | Nadine BARTHE 纳迪娜·巴尔特 | DVG左翼无党派人士  |

### 各级选举
| 纳瓦朗克斯历届投票选举结果 | 纳瓦朗克斯历届投票选举结果 | 纳瓦朗克斯历届投票选举结果 | 纳瓦朗克斯历届投票选举结果       | 纳瓦朗克斯历届投票选举结果       | 纳瓦朗克斯历届投票选举结果 | 纳瓦朗克斯历届投票选举结果       | 纳瓦朗克斯历届投票选举结果       | 纳瓦朗克斯历届投票选举结果 | 纳瓦朗克斯历届投票选举结果 |
| 选举项目                   | 选举范围                   | 选区单位                   | 选区单位内的选举结果             | 选区单位内的选举结果             | 选区单位内的选举结果       | 选区单位内的选举结果             | 选区单位内的选举结果             | 选区单位内的选举结果       | 参考资料                   |
| 选举项目                   | 选举范围                   | 选区单位                   | 第一轮胜出者                     | 第一轮胜出者                     | 支持率                     | 第二轮胜出者                     | 第二轮胜出者                     | 支持率                     | 参考资料                   |
| -------------------------- | -------------------------- | -------------------------- | -------------------------------- | -------------------------------- | -------------------------- | -------------------------------- | -------------------------------- | -------------------------- | -------------------------- |
| 2017年法國總統選舉         | 法國                       | 市镇                       |                                  | 埃马纽埃尔·马克龙                | 22.43%                     |                                  | 埃马纽埃尔·马克龙                | 66.81%                     | [ 33 ]                     |
| 2017年法国立法选举         | 大西洋比利牛斯省第四选区   | 市镇                       |                                  | 洛伊克·科雷热                    | 32.38%                     |                                  | 让·拉萨勒                        | 51.98%                     | [ 33 ]                     |
| 2019年欧洲议会选举         | 法國                       | 市镇                       |                                  | 娜塔莉·卢瓦索                    | 22.28%                     | （不适用）                       | （不适用）                       | （不适用）                 | [ 35 ]                     |
| 2021年法国省级选举         |                            | 县                         |                                  | 纳迪娜·巴尔特 伊夫·萨拉纳夫-佩埃 | 46.71%                     |                                  | 纳迪娜·巴尔特 伊夫·萨拉纳夫-佩埃 | 66.3%                      | [ 36 ]                     |
| 2021年法国省级选举         | 市镇                       |                            | 纳迪娜·巴尔特 伊夫·萨拉纳夫-佩埃 | 57.89%                           |                            | 纳迪娜·巴尔特 伊夫·萨拉纳夫-佩埃 | 65.96%                           |                            | [ 36 ]                     |
| 2021年法国大区选举         |                            | 市镇                       |                                  | 阿兰·鲁塞                        | 35.74%                     |                                  | 阿兰·鲁塞                        | 49.83%                     | [ 37 ]                     |
| 2022年法国总统选举         | 法國                       | 市镇                       |                                  | 埃马纽埃尔·马克龙                | 24.49%                     |                                  | 埃马纽埃尔·马克龙                | 54.02%                     | [ 33 ]                     |
| 2022年法国立法选举         | 大西洋比利牛斯省第四选区   | 市镇                       |                                  | 阿妮克·特鲁恩代                  | 27.66%                     |                                  | 阿妮克·特鲁恩代                  | 53.14%                     | [ 33 ]                     |

## 人口
2019年，纳瓦朗克斯市镇人口数量为1,052，在法国排名第9,526位。其中男性496人，女性556人，75岁及以上人口占15.2%，外籍人口数量为44人，人口密度为169人/平方公里，当地居民被称为（男性）或（女性）。2020年，纳瓦朗克斯境内出生10人，死亡人口29人。
| 纳瓦朗克斯1901年－2020年人口变化情况 |
|                                      |
| 数据来源：Cassini、INSEE             |

## 经济
纳瓦朗克斯是一个区域性的中心市镇。截止2023年1月，纳瓦朗克斯市镇范围内共有各类用人单位（包含自雇）338家，平均历史为19年，均为中小型企业（PME），2022年11月至2023年1月间，当地的经济活力指数为-0.3%。（肉制品加工）、（电力）及（酒店接待）是当地2021年营业额最高的三个企业，分别为1,199,232欧元、550,078欧元和295,069欧元。

## 财政与居民收入
2021年，纳瓦朗克斯的财政收入总额为1,119,630欧元，财政支出总额为952,600欧元，当年的债务总额为997,120欧元。2021年，纳瓦朗克斯市镇通过增值税获得37,240欧元的收入，此外当地还共获得了23,240欧元的国家直接财政补助。
2020年，纳瓦朗克斯的人均月收入总额为1,828欧元，低于法国平均水平（2,303欧元）。
2019年，纳瓦朗克斯境内的青壮年（15至64岁）失业率为10.6%；当地42.5%的家庭拥有纳税资格，平均纳税2,415欧元，低于法国平均水平（3,910欧元）。

## 社会事务

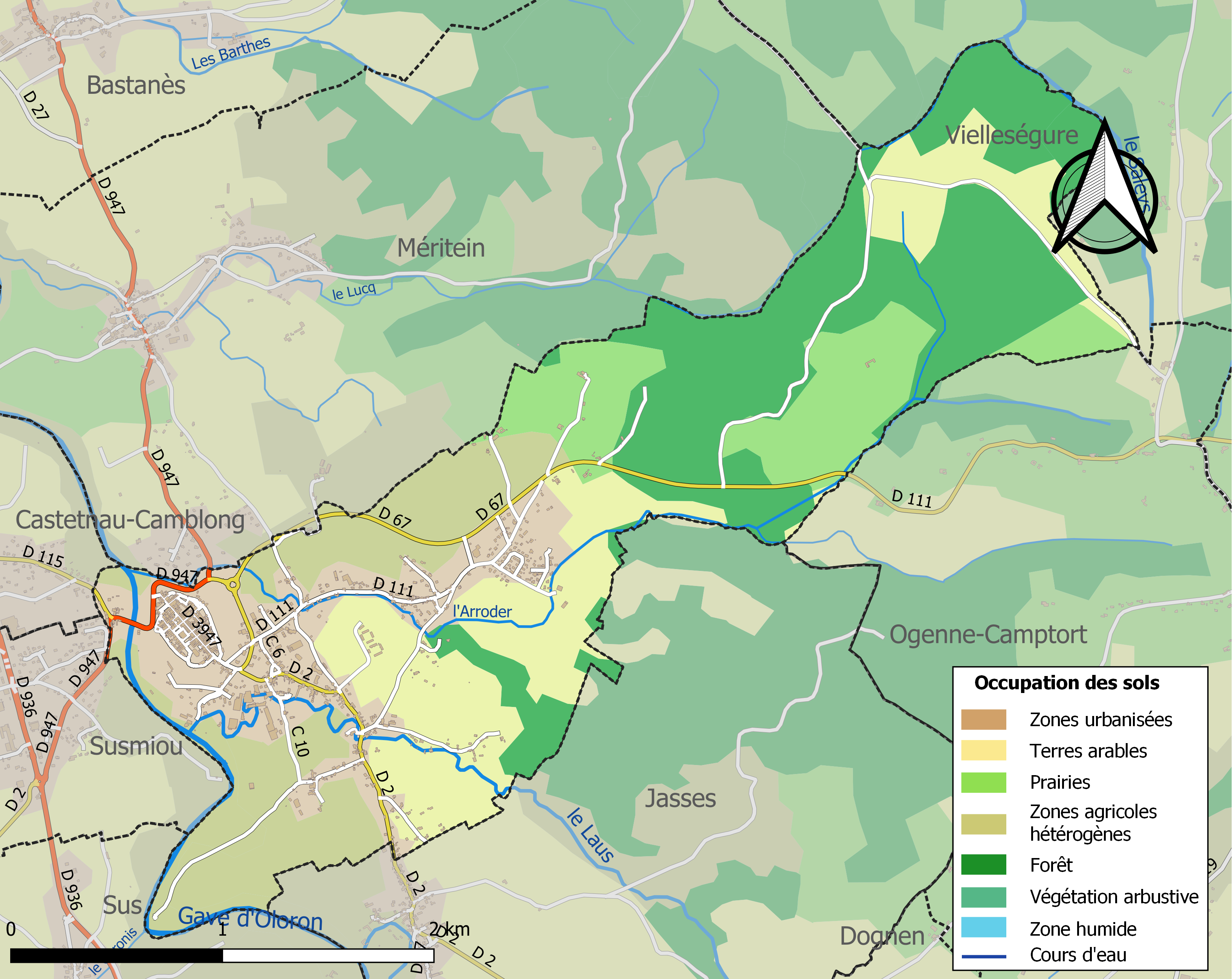
纳瓦朗克斯土地利用情况地图

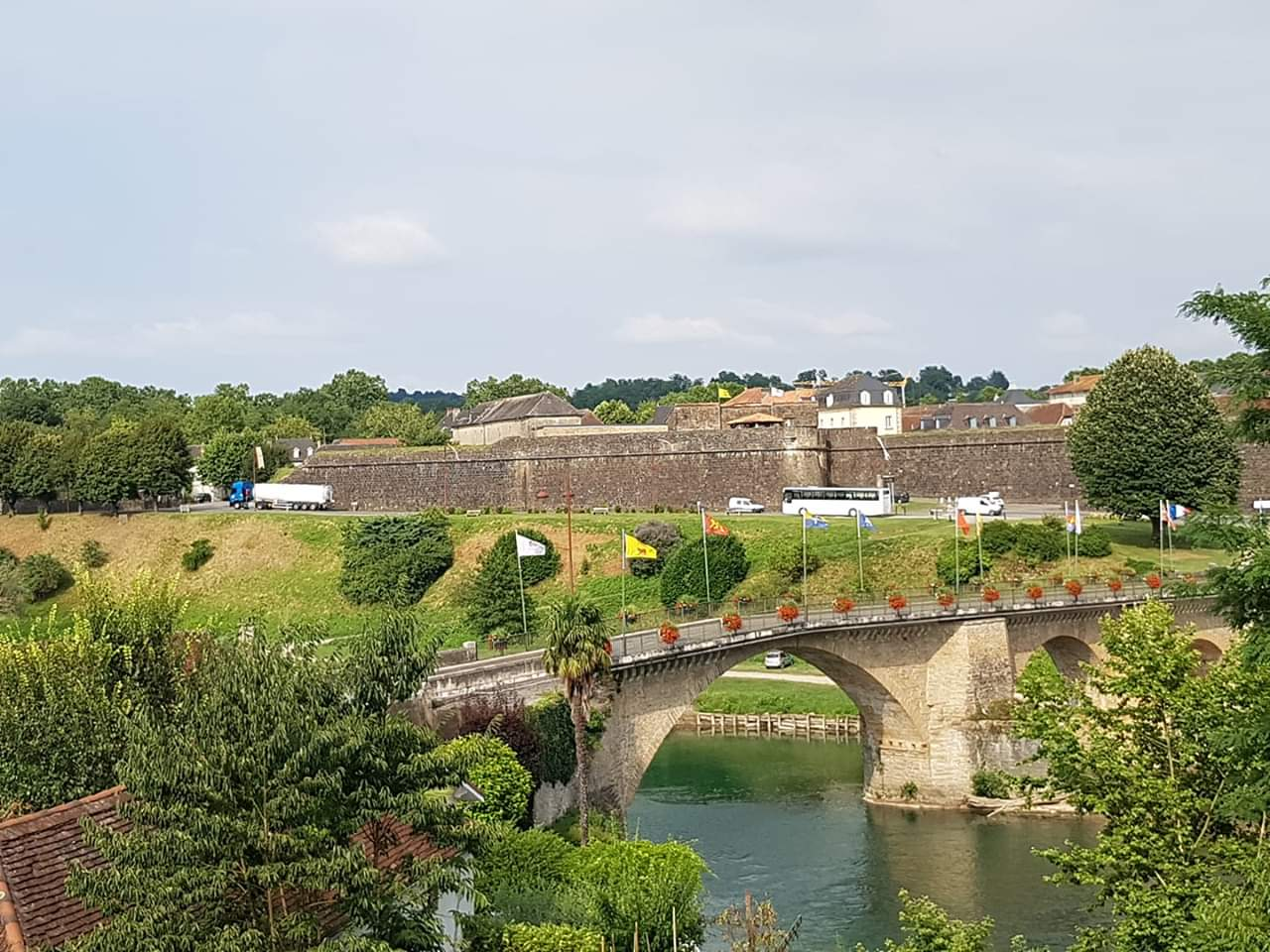
从奥洛龙河西岸眺望纳瓦朗克斯

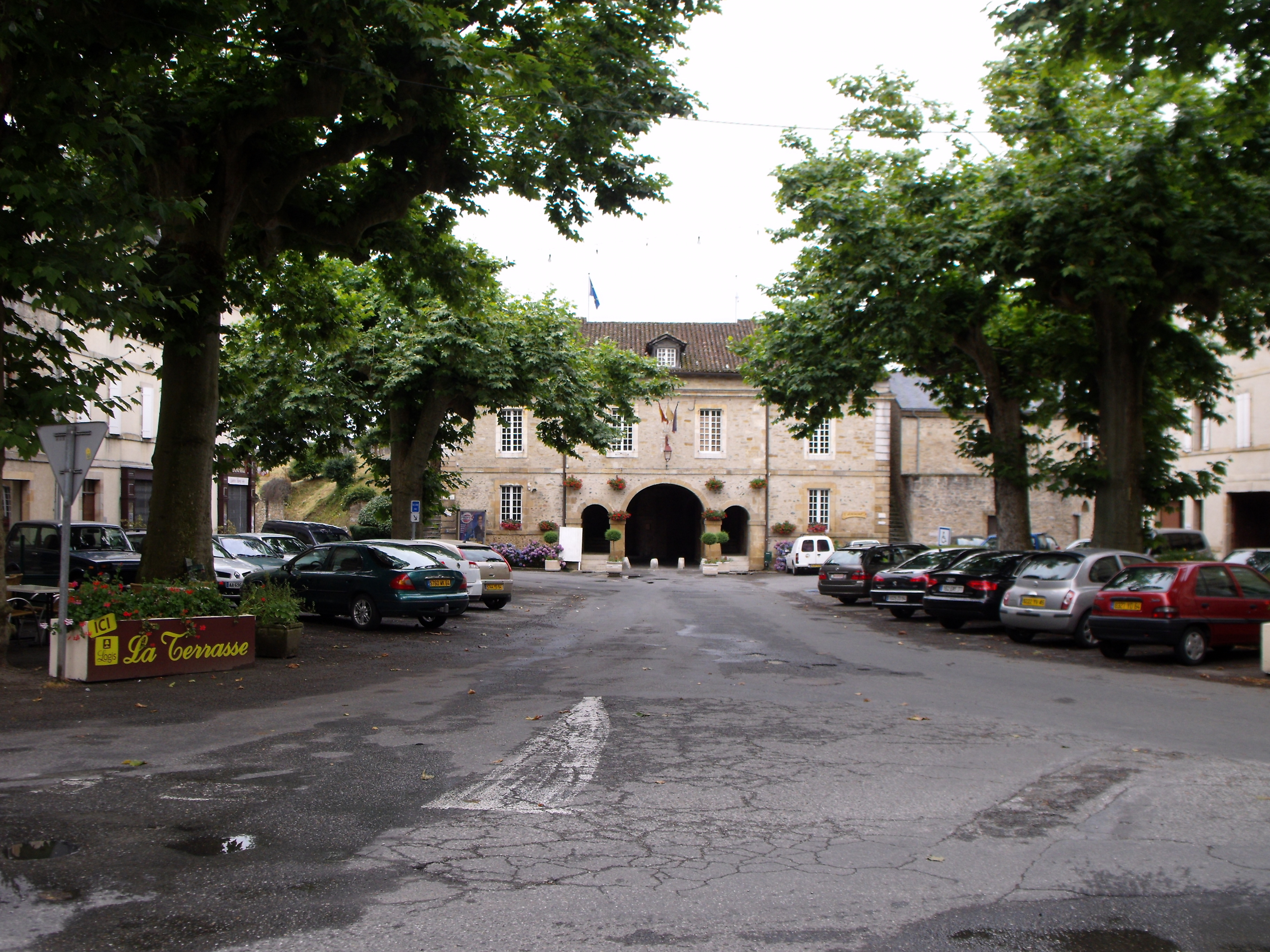
纳瓦朗克斯军营停车场

### 教育
纳瓦朗克斯属于波尔多学区。截止2021年1月1日，纳瓦朗克斯境内共有2所小学和1所初级中学。2018至2019学年度，纳瓦朗克斯境内共有在校中等教育阶段学生190名。

### 医疗
截止2021年1月1日，纳瓦朗克斯境内共有全科医生2名、牙医1名和护士13名。境内共有药房2家。
距离纳瓦朗克斯最近的区域性医疗机构为奥洛龙-圣玛丽中心医院（Centre Hospitalier d'Oloron-Sainte-Marie），其主病区位于奥洛龙-圣玛丽市区西北部，距离纳瓦朗克斯市区的正常车程约22分钟，该院设有床位184个，是当地规模最大的公立综合性医院。

### 住房
2019年，纳瓦朗克斯境内共有各类住房654套，其中62.1%为独立式居民区，37.5%为集中式居民区。常住房屋占纳瓦朗克斯市镇范围内居民建筑总量的77.1%。
在住房保障政策方面，2021年，纳瓦朗克斯境内共有123户家庭获得了住房经济补助，受益人数占总人口数量的11.7%，其中119份为房租补助。

### 商业
2021年，纳瓦朗克斯境内共有各类实体商铺49家，其中餐厅5家、大型超市1家、杂货店1家、面包房3家、肉铺2家、书店2家、银行门店2家、美容美发店4家、汽车维修店2家。镇中心建有家乐福便民超市，市区西侧的叙斯米乌境内则建有Intermarché购物商场。

### 体育
2021年，纳瓦朗克斯境内共有1家游泳池、1间体育馆、3处网球场、1处足球或橄榄球场以及1处篮球或排球场。
纳瓦朗克斯因橄榄球而闻名，纳瓦拉橄榄球体育会（Stade Navarrais Rugby）是当地的代表性体育团体，其主队2022至2023赛季参加法国橄榄球全国丙组联赛（法国第七级别）。
截至2023年1月，纳瓦拉足球体育会（Stade Navarrais Football，编号518821）是纳瓦朗克斯境内唯一的一家注册足球俱乐部，其主队2022至2023赛季参加大西洋比利牛斯足球联赛丁组（法国第十二级别），其主场为达拉尔德球场（Stade Darralde）。
2015年环法自行车赛曾途径纳瓦朗克斯。

### 环境
纳瓦朗克斯的环境事务由其所属的河流贝阿恩市镇公共社区联合各级政府协调负责。2021年，纳瓦朗克斯境内暂无污染企业。

### 治安
2021年，纳瓦朗克斯市镇范围内有1处宪兵队。
纳瓦朗克斯及其附近的共116个市镇是奥尔泰兹国家宪兵队（zone gendarmerie de Orthez）的管辖范围。2020年，该宪兵队累计记录各类案件1,948起，其中盗窃类案件921起，经济类案件333起，毒品交易类案件74起。

## 文化
2021年，纳瓦朗克斯境内暂无任何文化设施。纳瓦朗克斯建有市政图书馆，每周三、五、六向公众开放。

### 建筑
纳瓦朗克斯境内有多处历史建筑，其中镇中心的欧塞尔圣日耳曼教堂是当地的地标性建筑物，亦为法国国家文物保护单位。

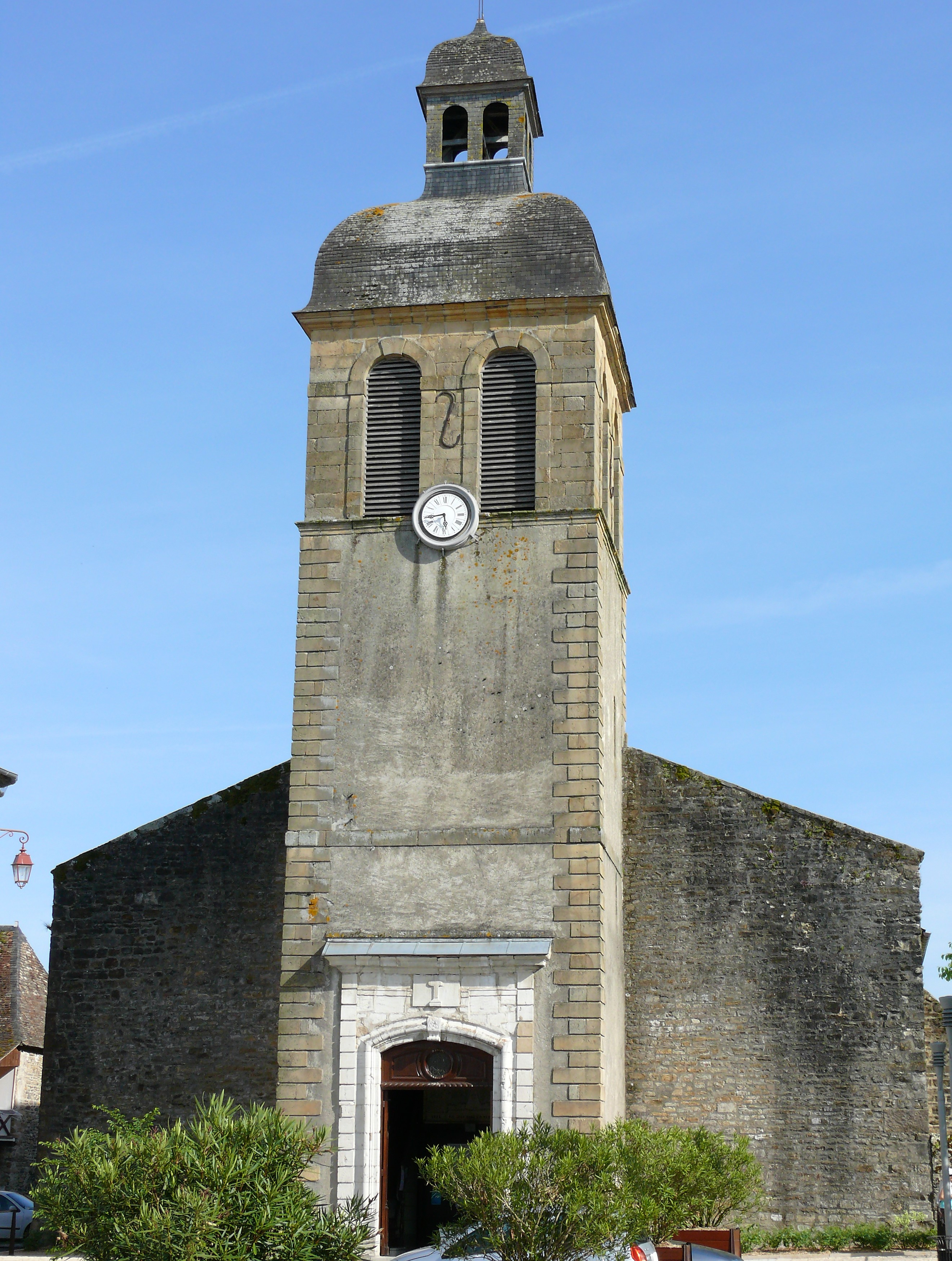
圣日耳曼教堂（法语：Église Saint-Germain-d'Auxerre de Navarrenx）
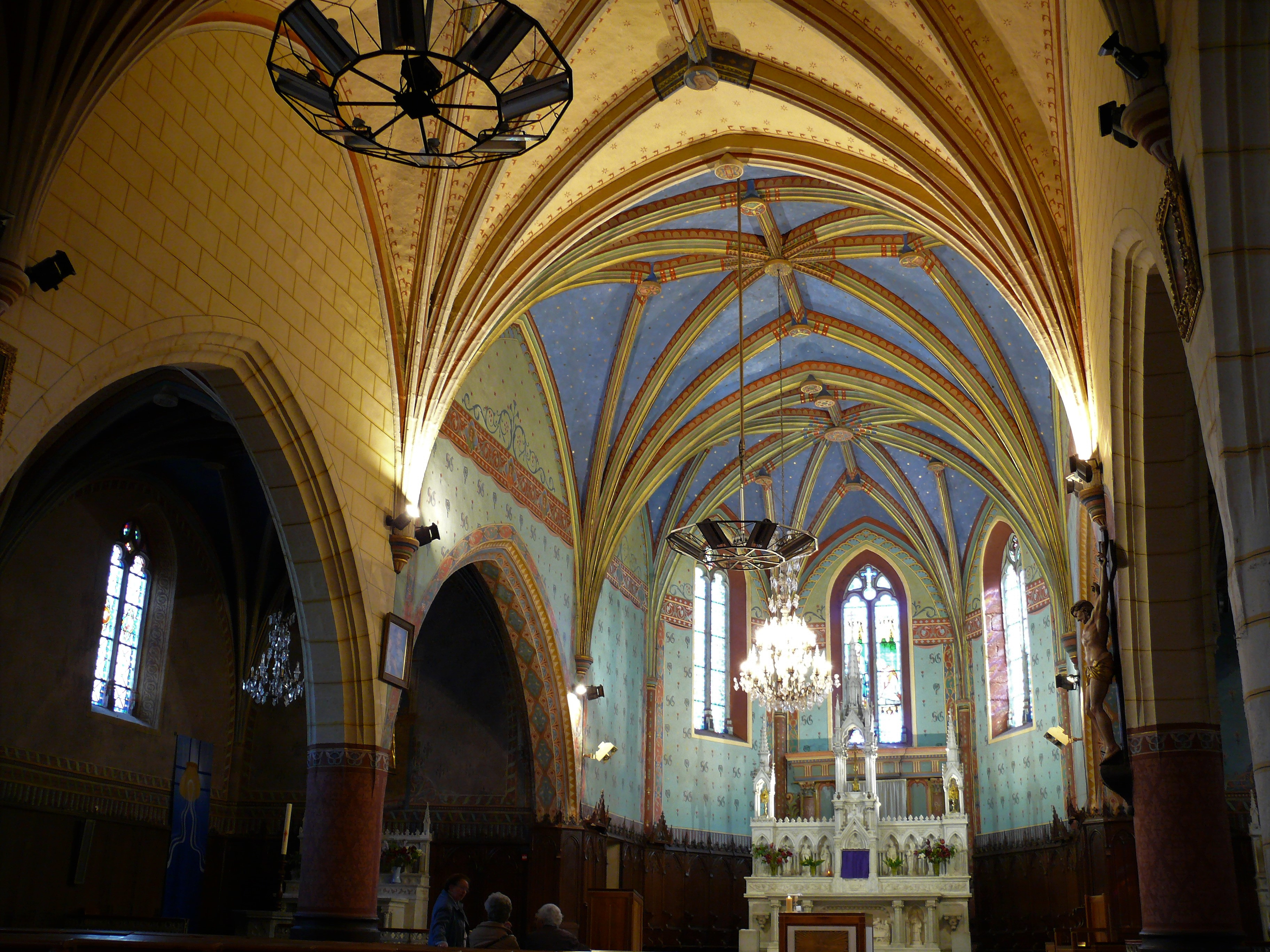
教堂大厅
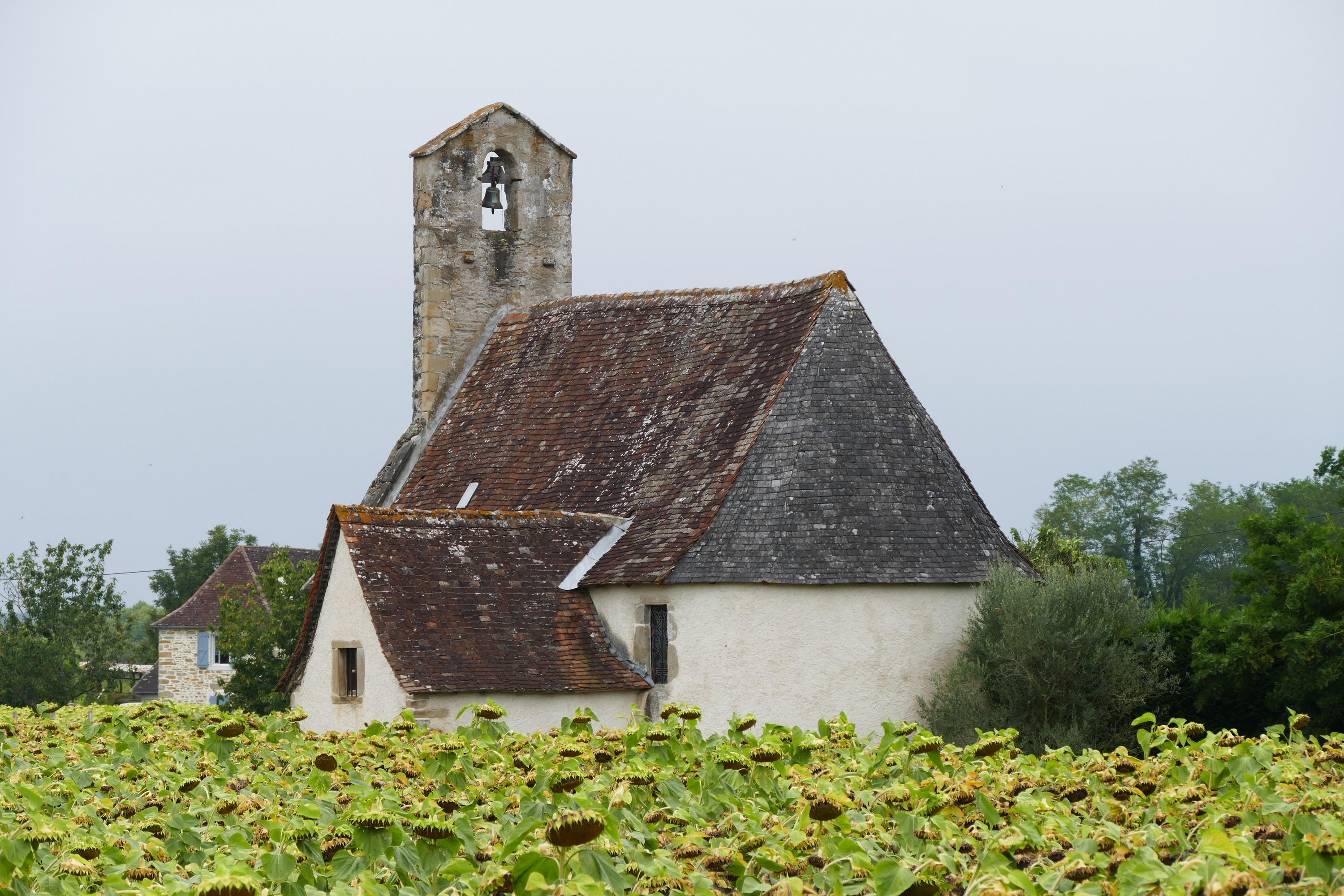
贝雷朗克斯小教堂
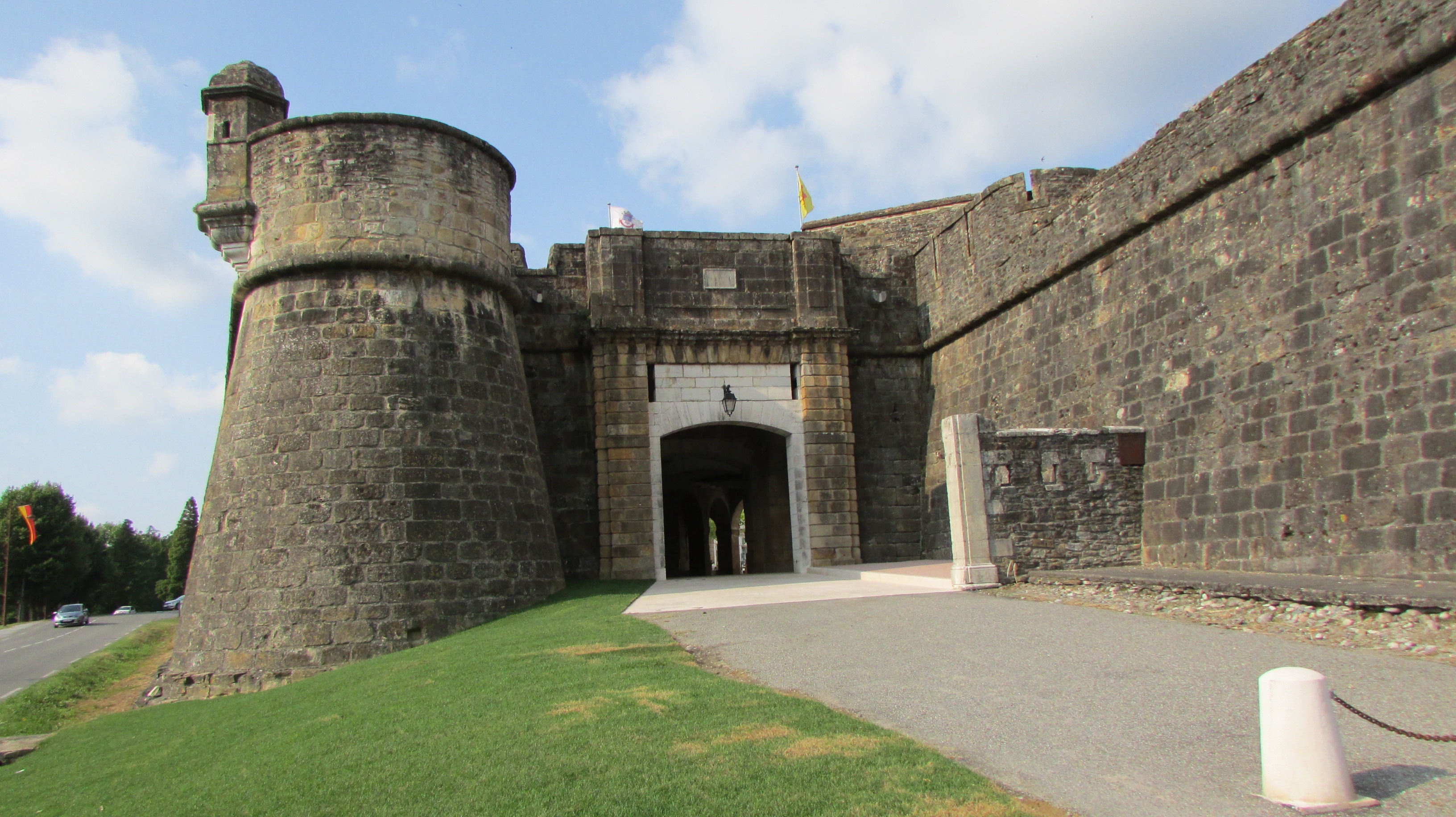
一处城门
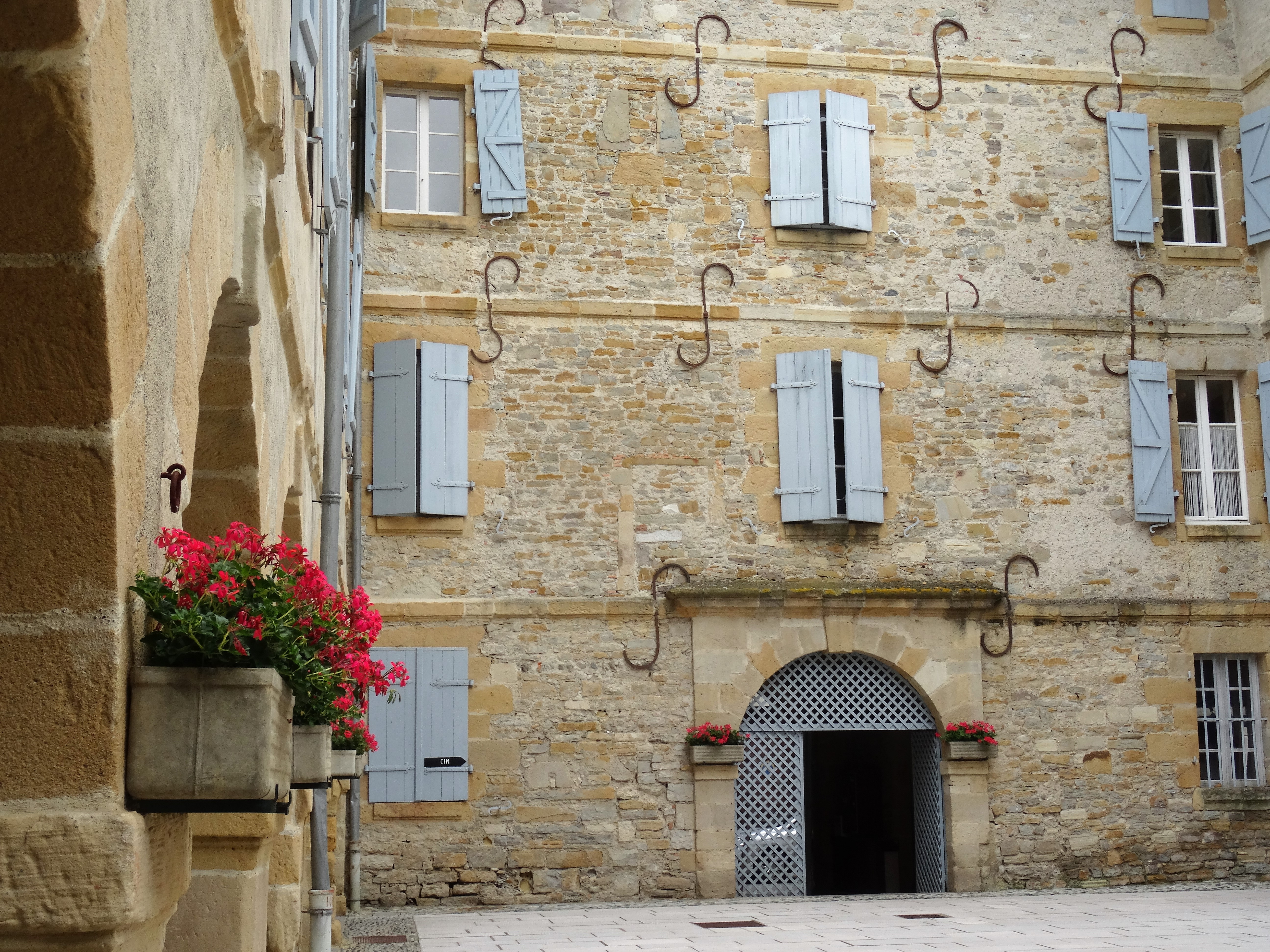
兵器工厂旧址
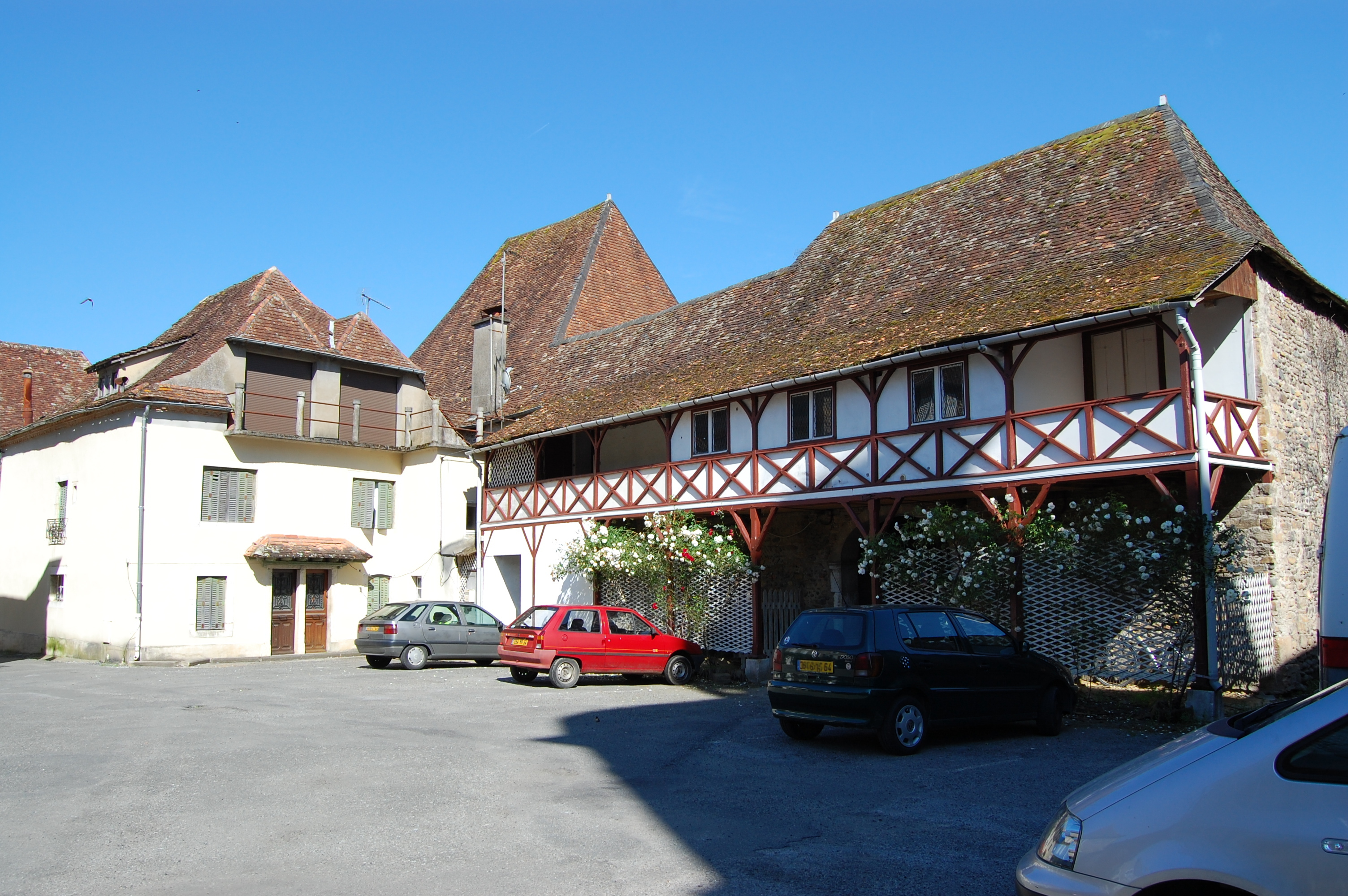
镇中心传统民居

### 旅游
纳瓦朗克斯的旅游事务由其所属的河流贝阿恩市镇公共社区负责。2022年，纳瓦朗克斯境内共有1家酒店共计12间房间；另有1个露营地，可容纳共70辆露营车。

### 媒体
法国主要的媒体均可在纳瓦朗克斯接收，法国电视三台下属的新阿基坦大区频道在部分时段播出纳瓦朗克斯所在大西洋比利牛斯省的地方新闻。《西南报》、《比利牛斯共和国报》、蓝色法兰西贝阿恩-比戈尔广播等是当地主要的地方性媒体。

## 相关人物
法国作家皮埃尔·乌尔卡斯特勒梅和生物学家克劳德·登达莱奇出生于纳瓦朗克斯。

## 友好城市
截至2023年1月，纳瓦朗克斯共与两座城市互为友好城市关系：
- 德国 莱茵施泰滕
- 西班牙 萨达瓦